# Monségur (Gironda)
Monségur é uma comuna francesa na região administrativa da Nova Aquitânia, no departamento da Gironda. Estende-se por uma área de 9,92 km². Em 2010 a comuna tinha 1 672 habitantes (densidade: 168,5 hab./km²).